# بورجاقلي (جرجر)
بورجاقلي (بالكردية: Mirtan‏) (بالتركية: Burçaklı)‏ هي قرية كرديّة تتبع إداريّاً لمديرية جرجر في محافظة أديامان التركية، بلغ عدد سكانها 208 نسمة في عام 2021.